# Виконт Колвилл Калросский
Виконт Колвилл Калросский (англ. Viscount Colville of Culross) в графстве Пертшир — наследственный титул в системе Пэрства Соединённого королевства.

## История
Титул лорда Колвилла из Калросса был создан в 1604 году в системе Пэрства Шотландии для сэра Джеймса Колвилла (1551—1629) с правом наследования для его мужских потомков. Около 1680 года после смерти Джона Колвилла, 4-го лорда Колвилла, внука 1-го баронета, баронетство получил его родственник Александр Колвилл, 5-й лорд Колвилл Калросский (1666—1717). Его внук, Александр Колвилл, 7-й лорд Колвилл Калросский (1717—1770), был выдающимся флотоводцем и вице-адмиралом. Его племянник, Джон Колвилл, 9-й виконт Колвилл Калросский (1768—1849), также был адмиралом и заседал в Палате лордов Великобритании в качестве шотландского пэра-представителя (1818—1849). Ему наследовал его племянник, вышеупомянутый Чарльз Джон Колвилл, 10-й лорд Колвилл Калросский (1818—1903), который в 1902 году получил титул виконта Колвилла из Калросса.
Титул виконта Колвилла Килросского был создан 12 июля 1902 года для британского политика и придворного Чарльза Колвилла, 10-го лорда Колвилла из Калросса (1818—1903). Он занимал посты главного конюшего и клерка-маршала (1852, 1858—1859), смотрителя королевских собак (1866—1868). В 1885 году для него был создан титул барона Колвилла из Калросса в графстве Пертшир (Пэрство Соединённого королевства). Джон Марк Александр Колвилл, 4-й виконт Колвилл Калросский (1933—2010), был судьей и политиком. Лорд Колвилл Клросский был одним из 90 избранных наследственных пэров, которые остались в Палате лордов после принятия Акта Палаты лордов 1999 года, где сидит на скамейке независимых депутатов.
По состоянию на 2025 год носителем титула являлся его праправнук, Чарльз Таунсенд Марк Колвилл, 5-й виконт Колвилл Калросский (род. 1959), который сменил своего отца в 2010 году.

## Лорды Колвилл из Калросса (1604)
- 1604—1629: Джеймс Колвилл, 1-й лорд Колвилл из Калросса (1551 — сентябрь 1629), сын сэра Джеймса Колвилла (1532—1561);
- 1629—1654: Джеймс Колвилл, 2-й лорд Колвилл из Калросса (1604—1654), единственный сын Роберта Колвилла, мастера Колвилла (ум. 1614), старшего сына предыдущего;
- 1654—1656: Уильям Колвилл, 3-й лорд Колвилл из Калросса (ум. 12 апреля 1656), старший сын предыдущего;
- 1656—1680: Джон Колвилл, 4-й лорд Колвилл из Калросса (ум. ок. 1680), младший брат предыдущего;
- 1680—1717: Александр Колвилл, 5-й лорд Колвилл из Калросса (1666 — 9 августа 1717), единственный сын преподобного Джона Колвилла (1640—1677/1678), внук преподобного Александра Колвилла (1610—1676);
- 1717—1741: Джон Колвилл, 6-й лорд Колвилл из Калросса (1690—1741), единственный сын Александра Колвилла из Кинкардина (ок. 1666—1717);
- 1741—1770: Вице-адмирал Александр Колвилл, 7-й лорд Колвилл из Калросса (28 февраля 1717 — 21 мая 1770), старший сын предыдущего;
- 1770—1811: Джон Колвилл, 8-й лорд Колвилл из Калросса (24 января 1725 — 8 марта 1811), младший брат предыдущего;
- 1811—1849: Адмирал Джон Колвилл, 9-й лорд Колвилл из Калросса (15 марта 1768 — 22 октября 1849), второй сын предыдущего;
- 1849—1903: Чарльз Джон Колвилл, 10-й лорд Колвилл из Калросса (23 ноября 1818 — 1 июля 1903), старший сын генерала достопочтенного сэра Чарльза Колвилла (1770—1843), внук 8-го лорда Колвилла Калросского, барон Колвилл Калросский с 1885 года.

## Бароны Колвилл из Калросса (1885)
- 1885—1903: Чарльз Джон Колвилл, 1-й барон Колвилл из Калросса (23 ноября 1818 — 1 июля 1903), старший сын генерала достопочтенного сэра Чарльза Колвилла (1770—1843), внук 8-го лорда Колвилла Калросского, виконт Колвилл Калросский с 1902 года.

## Виконты Колвилл из Калросса (1902)
- 1902—1903: Колвилл, Чарльз, 1-й виконт Колвилл Калросский (23 ноября 1818 — 1 июля 1903), старший сын генерала достопочтенного сэра Чарльза Колвилла (1770—1843), внук 8-го лорда Колвилла Калросского;
- 1903—1928: Чарльз Роберт Уильям Колвилл, 2-й виконт Колвилл Калросский (26 апреля 1854 — 25 марта 1928), старший сын предыдущего;
- 1928—1945: Чарльз Александр Колвилл, 3-й виконт Колвилл Калросский (26 мая 1888 — 14 марта 1945), старший сын предыдущего;
- 1945—2010: Колвилл, Джон Марк, 4-й виконт Колвилл Калросский (19 июля 1933 — 8 апреля 2010), старший сын предыдущего;
- 2010 — настоящее время: Чарльз Таунсенд Марк Колвилл, 5-й виконт Колвилл Калросский (род. 5 сентября 1959), старший сын предыдущего от первого брака;
  - Наследник титула: достопочтенный Ричмонд Джеймс Иннс Колвилл (род. 9 июня 1961), младший брат предыдущего;
    - Наследник наследника: Александр Колвилл (род. 11 марта 1991), старший сын предыдущего.